# Pax Mongolica

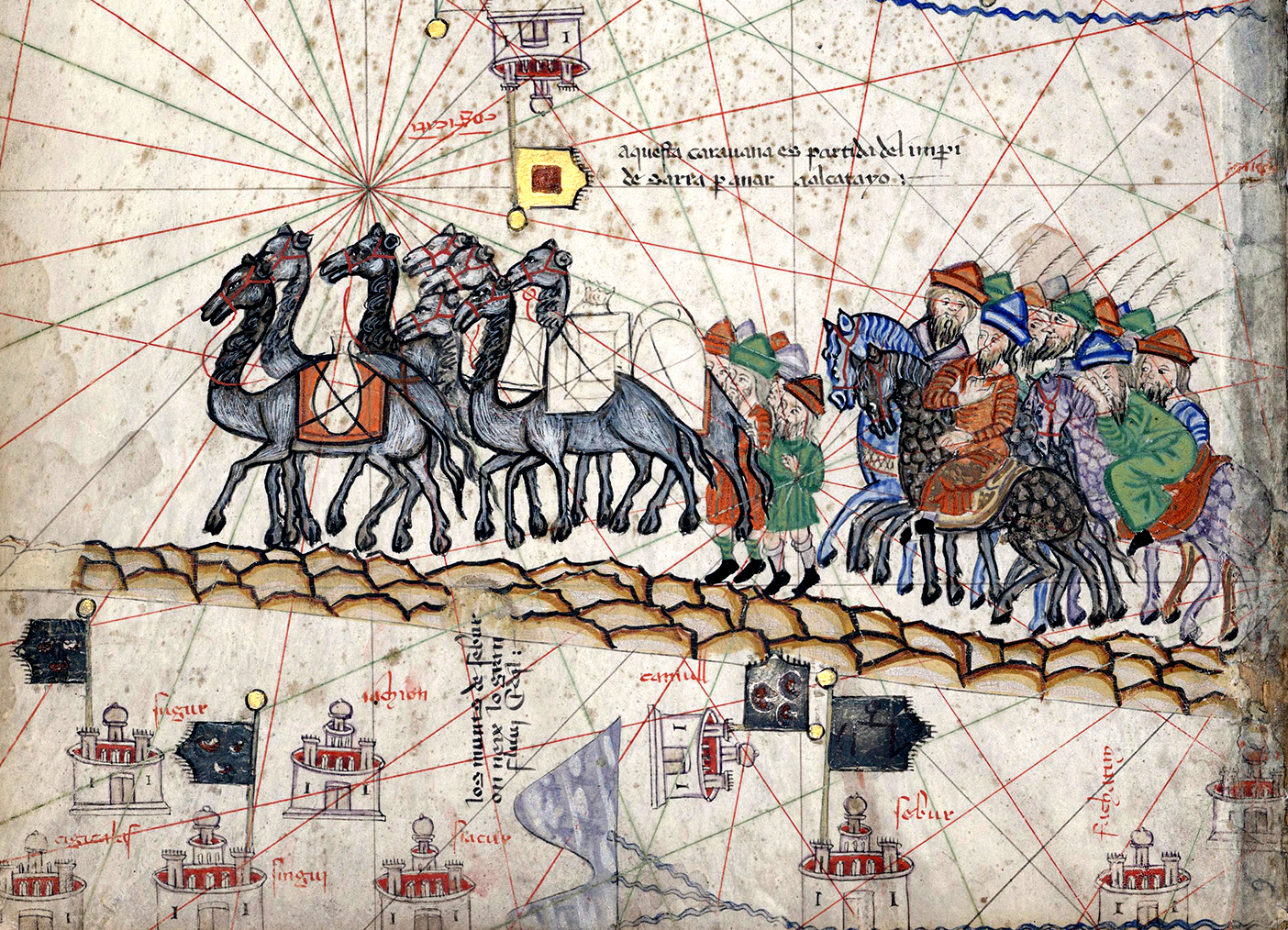
Caravana de Marco Polo no Atlas Catalão

A Pax Mongolica, termo latino para a "paz mongol", é uma frase atribuído por intelectuais ocidentais para descrever alegado período de paz experimentado pelos habitantes do vasto território da Eurásia devido as conquistas do Império Mongol nos séculos XIII e XIV.
As conquistas de Gêngis Cã tiveram como efeito a ligação do mundo Ocidental com o mundo Oriental. A expansão do império estendeu-se desde a Indochina até Europa Central. A Rota da Seda, utilizada para trocas comerciais, ficou sob domino do Império Mongol. O termo Pax Mongolica serve também para descrever a facilidade criada ao comércio pela união destes territórios, garantida pela extensa rede de comunicação conhecida como Örtöö
. Ela entrou em crise por conta da excessiva corrupção estatal no final do império que se generalizou na sociedade.